# Ceratophygadeuon bellus
Ceratophygadeuon bellus är en stekelart som först beskrevs av Johann Ludwig Christian Gravenhorst 1829.  Ceratophygadeuon bellus ingår i släktet Ceratophygadeuon och familjen brokparasitsteklar. Arten är reproducerande i Sverige. Inga underarter finns listade i Catalogue of Life.